# Kommandant der Seeverteidigung Hammerfest
Der Kommandant der Seeverteidigung Hammerfest, kurz Seekommandant Hammerfest, war ein regionaler Küstenbefehlshaber der deutschen Kriegsmarine im Zweiten Weltkrieg mit Sitz in Hammerfest.

## Geschichte
Nach der deutschen Besetzung Norwegens im Juli 1940 setzte die Kriegsmarine zunächst den Seekommandanten Tromsö ein, der für die gesamte nordnorwegische Küste bis zur russischen Grenze verantwortlich war. Im März 1941 wurde aus dem östlichen Teil dieses Gebiets die Seekommandantur Kirkenes gebildet. Im März 1942 wurde aus Teilen beider Bereiche die Seekommandantur Hammerfest ausgegliedert. Sie unterstand dem Admiral der norwegischen Polarküste.
Der Befehlsbereich des Seekommandanten reichte vom Laksefjord mit Nordkyn als Grenzpunkt im Osten bis zur Insel Loppa im Westen. Dieser Bereich wurde im Januar 1945 von den deutschen Truppen geräumt, und die Seekommandantur wurde aufgelöst.

## Unterstellte Dienststellen und Verbände

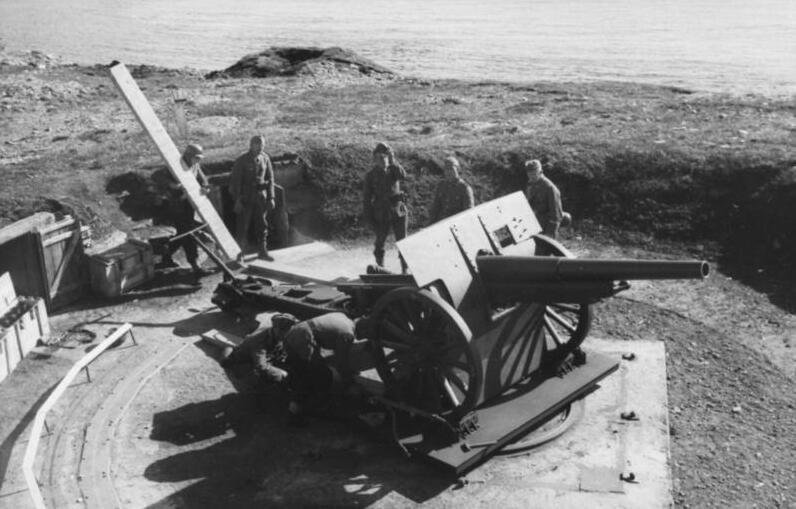
Ein Geschütz der Marineartillerieabteilung 514 auf dem Rypklubben, einer Anhöhe bei Hammerfest

Dem Seekommandanten waren folgende Verbände und Dienststellen unterstellt:
- Hafenkapitän Hammerfest
- Hafenkapitän Alta
- Hafenkapitän Honningsvaag
- Marineartillerieabteilung 514 (Hammerfest/Honningsvåg), neu aufgestellt
- Hafenschutzflottille Hammerfest, im Mai 1944 in 65. Vorpostenflottille umbenannt und dem 2. Küstensicherungsverband unterstellt
- 6. Landungsflottille, ab Juni 1944 (Hammerfest)
- Marineflakabteilung 710 (Alta) vom Seekommandant Narvik
- Marineausrüstungsstelle Hammerfest

## Seekommandanten
Folgende Offiziere hatten den Dienstposten des Seekommandanten Hammerfest inne:
- Fregattenkapitän Adolf Hesse, März – August 1942, ehemaliger Kommandant der Seeverteidigung Kirkenes
- Kapitän zur See Jakob Förschner, August 1942 – Mai 1943
- Kapitän zur See Horst Kessler, Mai 1943 – Januar 1945